# 日要
日要（にちよう、1436年11月3日（永享8年9月16日） - 1514年12月12日（永正11年11月16日））は、室町時代中期から後期にかけての富士門流の僧。日向国の出身。三河阿闍梨と称する。
安房国保田妙本寺第11世。三度天奏し綸旨を賜る。多数の著作を残した。数多くの功績等から保田妙本寺の中興と仰がれている。
永享8年9月16日（1436年11月3日）- 日向国細島にて出生。寛正4年9月7日、小泉久遠寺で八品派・日隆の『四帖抄』の第三・第四を書写。永正11年11月16日（1514年12月12日）、下沢・妙勝寺にて示寂。

## 著述
- 宗祖遺文注釈書
  - 法華本門開目抄聞書（『興風叢書2』収録 興風談所刊）
  - 一代大意抄見聞（『興風叢書3』収録 興風談所刊）
  - 四信五品抄草案私（『興風叢書3』収録 興風談所刊）
  - 法華本門本尊問答抄聞書（『興風叢書3』収録 興風談所刊）
  - 当体義抄聞書
  - 治病抄聞書
  - 法華取要抄聞書
  - 三大秘法抄聞書
  - 新池抄聞書
  - 立正安国論見聞
  - 顕仏未来記聞書

- その他
  - 富山一流草案
  - 富士門流口決草案
  - 日要愚案
  - 御本尊色心相承
  - 富士山所立抄　等多数